# 長野県道407号長瀬横倉停車場線
長野県道407号長瀬横倉停車場線（ながのけんどう407ごう ながせよこくらていしゃじょうせん）は、長野県下水内郡栄村を走る一般県道。

## 概要

### 路線データ
- 起点：下水内郡栄村大字堺字長瀬（新潟県境、新潟県道238号加用逆巻線交点）
- 終点：下水内郡栄村大字北信字横倉（飯山線横倉駅）

## 路線状況

### 道路施設
- 百合居橋（千曲川・栄村）

## 地理

### 通過する自治体
- 長野県
  - 下水内郡栄村

### 交差する道路
- 新潟県道238号加用逆巻線 - 下水内郡栄村大字堺字長瀬（新潟県境、起点）
- 長野県道507号秋山郷森宮野原停車場線 - 下水内郡栄村大字堺字長瀬 ※一部重複
- 長野県道408号箕作飯山線 - 下水内郡栄村大字堺字百合居・大字北信字横倉間（百合居橋の部分） ※一部重複